# Hoagland
Hoagland – jednostka osadnicza w Stanach Zjednoczonych, w stanie Indiana, w hrabstwie Allen.